# Eugenio Canfari
Eugenio Giuseppe Amedeo Camillo Canfari (Genova, 16 ottobre 1878 – Torino, 23 marzo 1962) è stato un dirigente sportivo italiano.

## Carriera
È stato uno dei tredici soci fondatori dello Sport-Club Juventus. Nel 1897 divenne il primo presidente della società calcistica torinese, carica che tenne solamente per un anno, per poi passare la presidenza al fratello Enrico.
Morì il 23 marzo 1962 a Torino, all'età di 83 anni, nella sua casa in piazza Bernini.
È sepolto nel Cimitero monumentale di Torino.